# Bernardia mayana
Bernardia mayana är en törelväxtart som beskrevs av Cyrus Longworth Lundell. Bernardia mayana ingår i släktet Bernardia och familjen törelväxter.
Artens utbredningsområde är Guatemala. Inga underarter finns listade i Catalogue of Life.